# 丛株雪兔子
丛株雪兔子（学名：Saussurea tridactyla var. maiduoganla）为菊科风毛菊属下的一个变种。

## 扩展阅读
- 維基物種上的相關：丛株雪兔子